# Waterford (grevskap)

Waterford (iriska: Port Láirge) är ett grevskap på Irland. Administrativ huvudort är Dungarvan.
Staden Waterford var tidigare grevskapets huvudort men utgör idag ett eget grevskapsdistrikt som kallas City of Waterford.

## Städer och samhällen
- Ardmore
- Dungarvan
- Dunmore East
- Lismore
- Tramore
- Waterford